# NGC 1555
NGC 1555 – zmienna mgławica refleksyjna znajdująca się w konstelacji Byka w odległości ponad 400 lat świetlnych od Ziemi. Została odkryta 11 października 1852 roku przez Johna Hinda.
Zarówno znajdująca się w pobliżu gwiazda T Tauri, jak i sama mgławica wykazują znaczne zmiany jasności, niekoniecznie w tym samym czasie. Przyczyna tego zjawiska nie jest znana. NGC 1555 jest obserwowana ponad gromadą Hiady, w pobliżu płaszczyzny ekliptyki.